# NGC 302
NGC 302 (ook wel PGC 3345) is een ster in het sterrenbeeld Walvis.
NGC 302 werd in 1886 ontdekt door de Amerikaanse astronoom Frank Muller.